# Les Yeux de la forêt (film)
Vous lisez un « bon article » labellisé en 2022.
Pour plus de détails, voir Fiche technique et Distribution.
Les Yeux de la forêt (The Watcher in the Woods) est un film américano-britannique réalisé par John Hough, sorti une première fois en 1980 puis dans une version alternative en 1981. Il est le premier film d'horreur produit par les studios Disney alors à la recherche d'un nouveau public. Dans le cadre de cette diversification, le studio avait produit l'année précédente un film de science-fiction, Le Trou noir (1979), voulu comme une réponse au succès de Star Wars.
Le fait que Le Trou noir et Les Yeux de la forêt n'aient pas convaincu le public ternit profondément l'image du studio. Disney est ainsi obligé d'interrompre la sortie en salles du film d'horreur pour en modifier la fin, qui ne satisfait pas le public. L'œuvre ressort un an et demi plus tard.
Le film a fait l'objet d'un remake en téléfilm en 2017 avec Anjelica Huston sous le titre Ne vous promenez pas dans les bois....

## Synopsis
Un couple d'Américains, Helen et Paul Curtis, s'installe avec ses deux filles, Jan et Ellie, dans un manoir de la campagne anglaise. Cette grande bâtisse est la propriété d'une mystérieuse vieille dame, Mme Aylwood, qui vit dans la maison d'hôte voisine. Jan, l'aînée des enfants, ressemble à Karen, la fille de madame Aylwood, qui a disparu trente ans plus tôt, dans une chapelle abandonnée de la forêt. Jan ne tarde pas à percevoir des phénomènes étranges et inquiétants. Elle ressent quelque chose d'inhabituel dans la propriété, aperçoit d'étranges lumières bleues dans les bois, des triangles et des objets lumineux ; un jour, elle croit voir une jeune fille aux yeux bandés dans un miroir. Après que la famille s'est installée, les parents offrent à Ellie un chiot, que la jeune fille appelle « Nerak ». Mais quand Jan aperçoit le prénom dans un reflet, elle se rend compte que c'est celui de Karen épelé à l'envers. Mike Fleming, un jeune adolescent des environs, qui vit avec sa mère Mary, confie le secret de Mme Aylwood à Jan : Karen est une jeune fille qui a disparu.
Un après-midi, le chien Nerak s'enfuit dans les bois, poursuivi par Ellie. Jan, réalisant que sa sœur a disparu de la cour, se rend dans les bois pour la chercher. Les deux filles se retrouvent finalement près d'un étang. Dans l'eau, Jan voit un cercle de lumière bleue ; aveuglée par un flash, elle tombe dans l'eau. Mme Aylwood la sauve de la noyade et emmène les deux filles chez elle. Elle leur raconte l'histoire de Karen et la nuit de sa disparition.
Plus tard, les jeunes discutent et Mike découvre que sa mère, Mary, était avec Karen lorsqu'elle a disparu. Il interroge sa mère mais elle élude ses questions. Pendant ce temps, Jan questionne John Keller, un aristocrate reclus, qui était également présent lors de la disparition de Karen. Il refuse lui aussi de répondre. Sur le chemin du retour, Jan coupe à travers les bois, où elle rencontre un ermite local, Tom Colley. Ce dernier, qui était aussi présent ce soir-là, se montre plus loquace. Il affirme que Karen a disparu quand la foudre a frappé le clocher de l'église lors d'une cérémonie d'initiation semblable à un sabbat, au moment d'une éclipse lunaire.
Jan décide de reproduire la cérémonie lors de la prochaine éclipse solaire, en espérant que cela ramènera Karen. Jan invite Mary, Tom et John à la chapelle abandonnée et ils tentent de répéter la cérémonie. Pendant ce temps, Ellie regarde l'éclipse dans la cour du manoir mais entre soudainement dans un état de transe, apparemment possédée, et s'introduit dans la forêt. À la chapelle, la cérémonie est interrompue par un vent puissant qui brise les fenêtres, et Ellie apparaît. D'une voix qui n'est pas la sienne, elle explique qu'un échange accidentel a eu lieu il y a trente ans : Karen a interverti sa place avec une présence extraterrestre d'une autre dimension ; depuis, l'Observateur hante les bois tandis que Karen est restée suspendue dans le temps.
L'Observateur quitte le corps d'Ellie, se manifestant comme un pilier de lumière, alimenté par le « cercle de l'amitié ». Il engloutit Jan et la soulève dans les airs, mais Mike intercède et l'éloigne avant que l'Observateur disparaisse. Simultanément, l'éclipse prend fin et Karen, aussi jeune qu'au moment de sa disparition, réapparaît – les yeux bandés. Elle enlève le bandeau juste au moment où madame Aylwood entre dans la chapelle.
Première fin alternative
Cette fin alternative comprend plusieurs scènes avec un extraterrestre.
Seconde fin alternative
Cette fin alternative inclut une scène dans un vaisseau extra-extraterrestre.

## Fiche technique

### Fiche technique pour la fin originale
- Titre original : The Watcher in the Woods
- Titre français : Les Yeux de la forêt
- Réalisation : John Hough, Vincent McEveety (scènes alternatives), Richard Hoult (assistant)
- Scénario : Brian Clemens, Rosemary Anne Sisson, Harry Spalding et Gerry Day (non crédité), d'après le roman de Florence Engel Randall
- Musique : Stanley Myers (composition et orchestration)
- Direction artistique : Elliot Scott (conception), Alan Gassie (directeur), Harrison Ellenshaw (conception séquence finale)
- Effets spéciaux
  - Effets spéciaux photographiques : John Richardson, Robin Browne (processus),
  - Effets visuels de la scène finale : David Mattingly (Artiste matte[1]), Dick Kendall, Don Henry
  - Effets spéciaux photographiques : Art Cruickshank, Robert Broughton, assistés de Neil Corboul, Ken Speed
  - Effets pyrotechniques: Tony Dunsterville
  - Techniciens : Ricky Farmes, Garth Inns
  - Artistes : John Pool
  - Maquettes : Tad Krzanowski
  - Photographie des effets spéciaux : Jon Sorensen
- Photographie : Alan Hume, Godfrey Godar (additionnelles), Jack Lowin (caméraman), Malcolm McIntosh (caméraman)
- Montage : Geoffrey Foot
- Costumes : Emma Porteous (conception)
- Maquillage : Ernie Gasser (responsable), Eileen Flechter, Jill Carpenter (pour Bette Davis)
- Coiffure : Joyce James (responsable), Betty Sherifff, Boobie Smith (pour Bette Davis)
- Décors : Ian Whittaker
- Casting : Maude Spector
- Sons : Jim Shields (montage), Claude Hitchcock[NB 3] (prise de son), Gerry Humphreys (en) (prise de son)
- Cascades : Vic Armstrong (supervision)
- Production : Ron Miller, Tom Leetch et Hugh Attwooll (associé), Basil Rayburn (supervision)
- Société de production : Walt Disney Productions
- Pays de production :  États-Unis,  Royaume-Uni
- Format : couleur (Technicolor) - 35 mm - 1,75:1 - son Dolby
- Genre : fantastique, épouvante-horreur, thriller
- Durée : 84 minutes
- Dates de sortie : 
  - États-Unis : 16 avril 1980 (version initiale) ; 7 octobre 1981 (version alternative)[2]
  - France : 15 septembre 1982[3]
- Classification :
  - États-Unis : PG (accord parental souhaitable)[4]
  - France : tous publics[3]

Sauf mention contraire, les informations proviennent des sources concordantes suivantes : Leonard Maltin, Mark Arnold et IMDb

### Fiche technique pour la fin alternative
- Création de la séquence de l'autre monde : Leon R. Harris
- Direction artistique : John B. Mansbridge
- Animation : Joe Hale (supervision)
  - Effets d'animation : Jack Boyd, Jane Boyd
- Éclairage cinétique : Sam Nicholson, Brian Longbottom
- Effets spéciaux photographiques : Art Cruickshank,
- Effets spéciaux mécaniques : Danny Lee
- Conception des aliens : Joe Hale, Henry Selick, Andrew Gaskill, John Emerson, Rick Heinrichs
- Artiste matte : David Mattingly

Sauf mention contraire, les informations proviennent des sources concordantes suivantes : Mark Arnold

## Distribution
- Bette Davis  (VF : Marie Francey)  : Mme Aylwood
- Carroll Baker  (VF : Martine Sarcey)  : Helen Curtis
- David McCallum  (VF : Philippe Ogouz)  : Paul Curtis
- Lynn-Holly Johnson  (VF : Nathalie Juvet)  : Jan Curtis
- Kyle Richards  (VF : Jackie Berger)  : Elise Curtis
- Ian Bannen  (VF : Jean Berger)  : John Keller
- Richard Pasco  (VF : Michel Bedetti)  : Tom Colley
- Frances Cuka  (VF : Paule Emanuele)  : Mary Fleming
- Benedict Taylor  (VF : William Coryn)  : Mike Fleming
- Eleanor Summerfield : Mme Thayer
- Georgina Hale : jeune Mme Aylwood jeune
- Katherine Levy : Karen Aylwood
- Dominic Guard : jeune John Keller

Sauf mention contraire, les informations proviennent des sources concordantes suivantes : Leonard Maltin, Mark Arnold, Dave Smith et IMDb

## Sorties internationales
Sauf mention contraire, les informations suivantes sont issues de l'IMDb

### Sorties cinéma
- États-Unis : 17 avril 1980 (Ziegfeld Theatre, New York City, New York), 7 octobre 1981 (version alternative)
- Mexique : 1981
- Brésil : 3 juillet 1981
- Royaume-Uni : 26 août 1981
- Japon : 11 septembre 1982
- France : 15 septembre 1982

### Sorties directement à la télévision
- Allemagne : 7 décembre 1992

## Origine et production
Ron Miller, gendre de Walt Disney et producteur au sein de Walt Disney Productions, avait vu le film La Maison des damnés (1973) réalisé par John Hough et lui propose de réaliser trois films avec le studio. Hough réalise La Montagne ensorcelée (1975) et sa suite Les Visiteurs d'un autre monde (1978).

### Développement du scénario
À la fin des années 1970, Miller est alors à la tête des Walt Disney Productions et cherche à diversifier le public des studios. Le producteur Tom Leetch présente l'histoire à Ron Miller et pense que le film pourrait être leur Exorciste (1973). Le film est basé sur le roman Les Yeux de la forêt (1976) de Florence Engel Randall. Miller confie la réalisation de ce film surnaturel à Hough. Hough précise dans les commentaires du DVD que c'est le premier film d'horreur produit par les studios Disney. Brian Clemens, qui avait déjà travaillé avec Hough sur la série britannique Chapeau melon et bottes de cuir, se voit confier l'écriture du scénario. Mais la direction de Disney trouve cette version et sa conclusion, différente du roman, « trop sombre, menaçante et noire » et décide d'engager un autre scénariste Rosemary Anne Sisson,. En juillet 1979, le script est modifié par Gerry Day.

### Les acteurs
Le choix des acteurs a été difficile, surtout pour le rôle de madame Aylwood jeune, le rôle adulte ayant été attribué à Bette Davis, alors âgée de 72 ans. L'actrice Bette Davis a essayé de jouer son rôle avec 40 ans de moins pour une scène mais après visionnage elle a admis qu'elle avait échoué. John Hough n'a pas fait appel à Kim Richards, héroïne des deux opus de la Montagne ensorcelée, mais à sa jeune sœur Kyle Richards. L'acteur David McCallum est connu pour son rôle dans la série Des agents très spéciaux mais aussi le rôle de Donald « Ducky » Mallard dans NCIS : Enquêtes spéciales.
Le rôle de Jan Curtis a été proposé initialement à la jeune actrice Diane Lane après sa révélation dans I Love You, je t'aime (1979) mais elle reçoit en même temps une offre pour Le Lagon bleu (1980). L'actrice refuse finalement le rôle dans Le Lagon bleu en raison d'une scène de sexe, le rôle est confié à Brooke Shields. Une clause d'exclusivité de trois ans a poussé Diane Lane à refuser la proposition pour Les Yeux de la forêt. Le rôle de Jan Curtis est alors confié à Lynn-Holly Johnson.
Tous les acteurs et actrices britanniques retenus ont une expérience théâtrale shakespearienne.

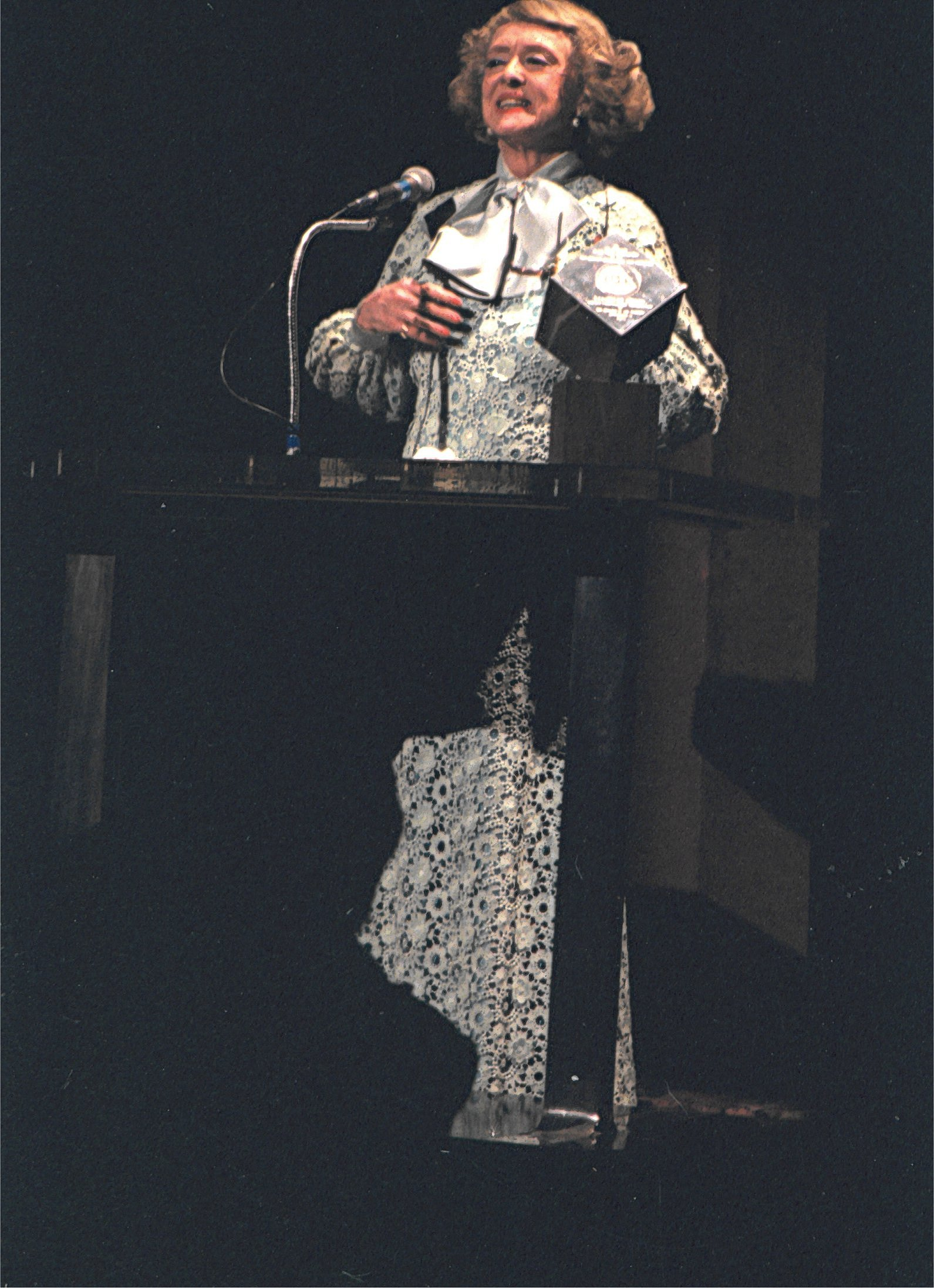
Bette Davis en 1981.
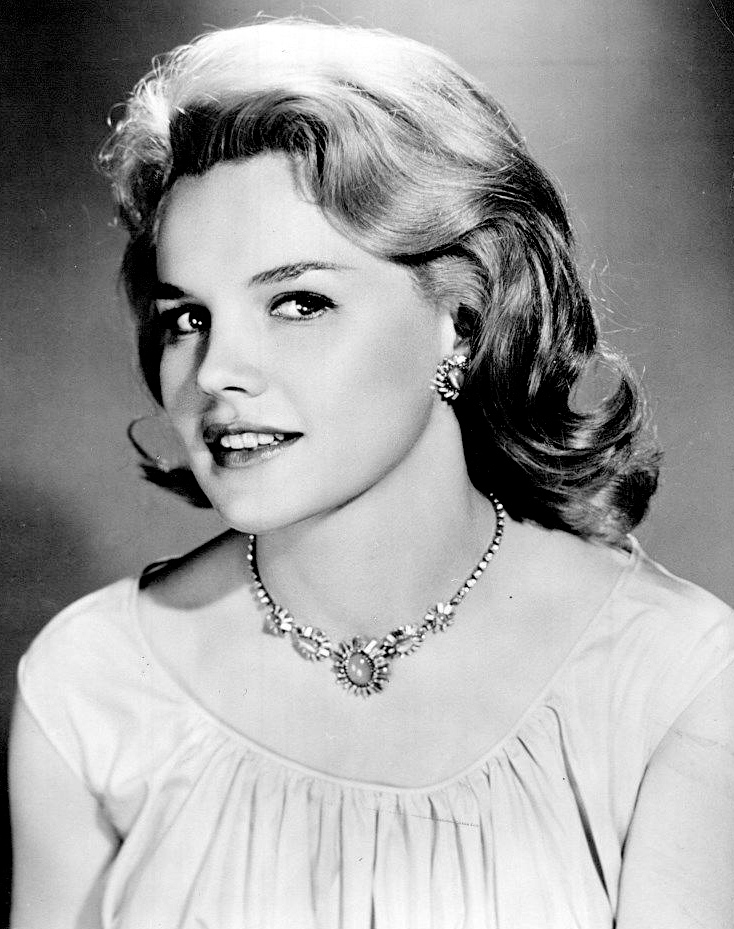
Carroll Baker en 1967.
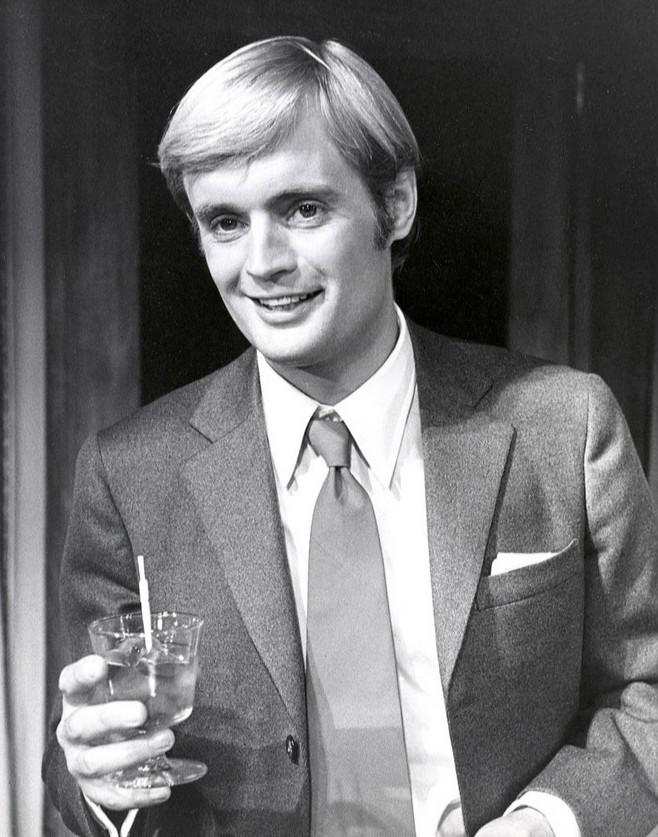
David McCallum en 1968.
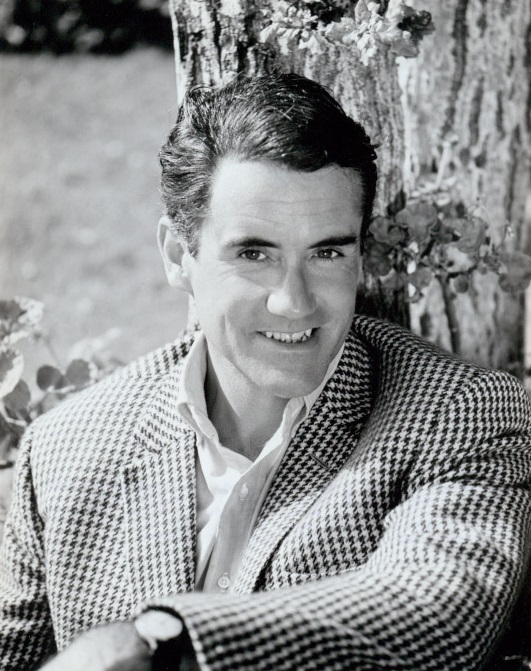
Ian Bannen en 1966.

### Tournage
Le tournage s'est déroulé aux Pinewood Studios au Royaume-Uni et différents lieux en Angleterre à partir de mi-août 1979,. Plusieurs lieux visibles dans le film sont les mêmes que ceux de La Maison du diable (1963), l'un des films préférés de Hough,. La ferme présente dans le film a été utilisé dans la série Chapeau melon et bottes de cuir. Quelque 90 % du film a été tourné en extérieur sur place. Dave Smith cite les lieux de tournage suivants : les Pinewood Studios, le manoir Saint-Hubert dans le quartier Iver Heath d'Iver dans le Buckinghamshire, près des Pinewood Studios utilisé comme lieu de villégiature de la famille Curtis et le manoir d'Ettington Park, édifice néogothique situé près de Stratford-upon-Avon ainsi qu'une chapelle en pierre à proximité,. Le manoir Saint-Hubert a été depuis détruit et transformé en appartements.

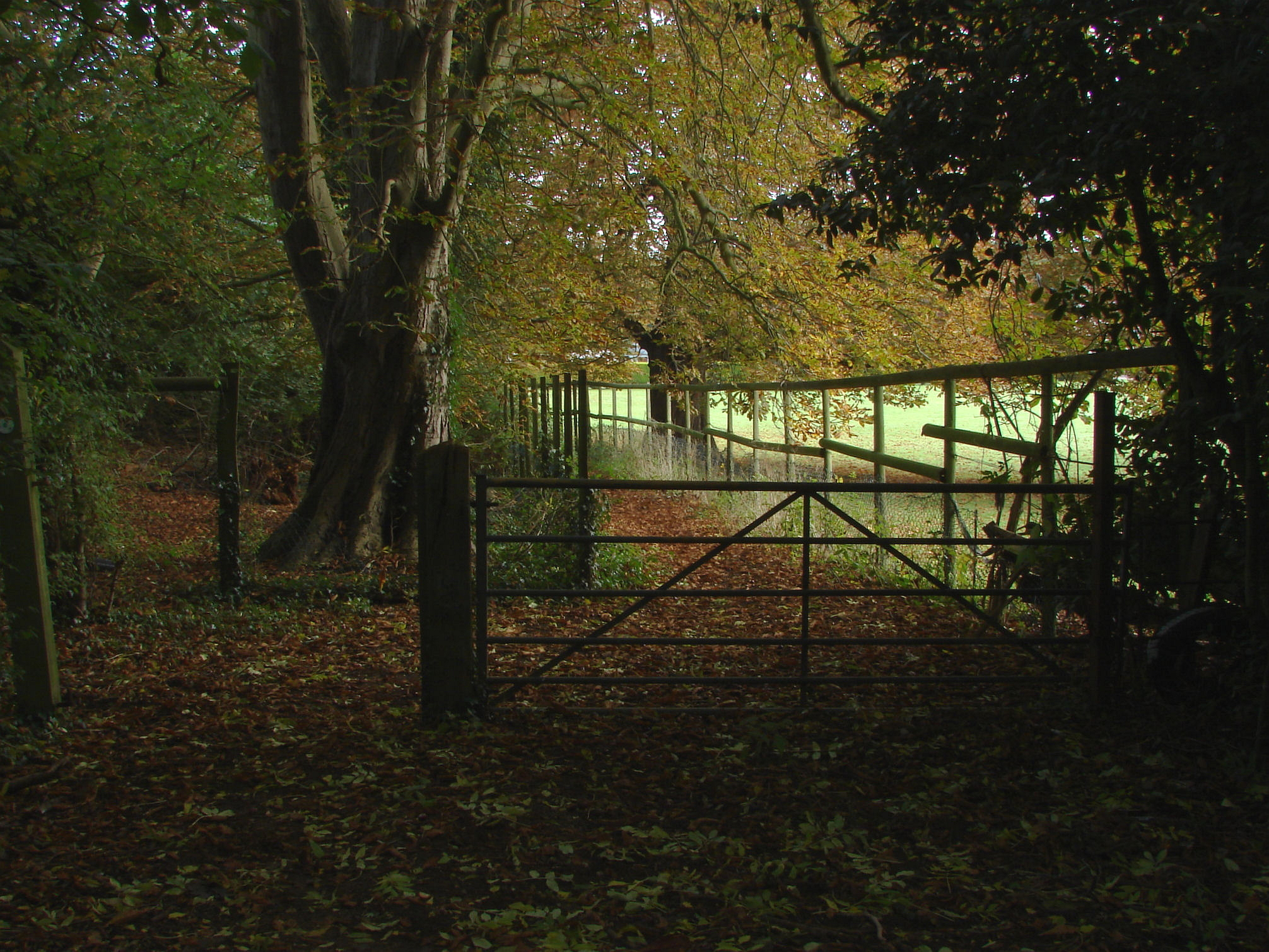
Chemin forestier près d'Iver.
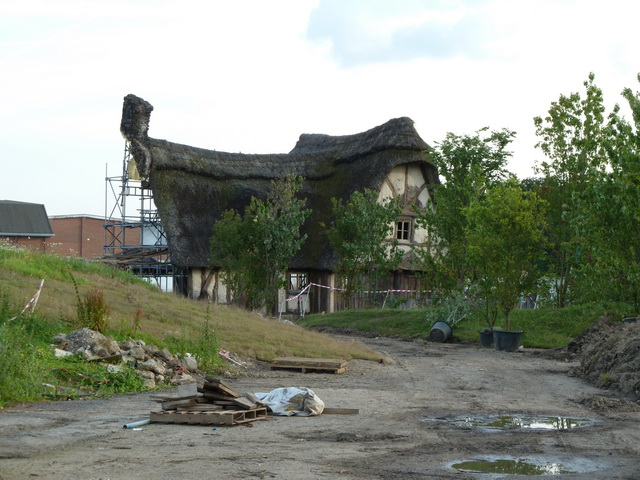
Décor aux Pinewood Studios.
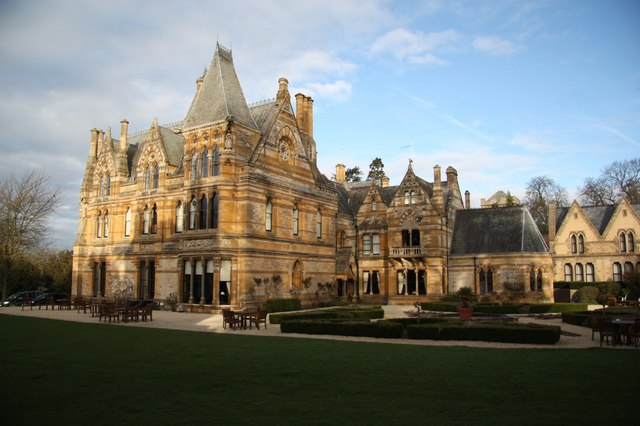
Le manoir d'Ettington Park.

La musique a été enregistrée aux Anvil Studios à Denham dans le Buckinghamshire.
Hough est aussi fan d'Orson Welles et a admis avoir repris la séquence de la galerie des glaces du film La Dame de Shanghai (1947). La scène du chat sautant est reprise du film de Hough, La Maison des damnés (1973). Les effets spéciaux de la séquence surnaturelle finale ont été supervisés par Art Cruickshank et Robert Broughton, et ont utilisé le système A.C.E.S., inauguré sur Le Trou noir.
Trois chiots ont été nécessaires pour jouer le rôle du chien du film. Les cascades à motos ont toutes été réalisées par des cascadeurs professionnels et certains se sont blessés sérieusement selon Mark Arnold.
Carroll Baker se souvient que le réalisateur était sous pression et perdait parfois patience. Le tournage initial a pris trois mois selon l'actrice Lynn-Holly Johnson, soit douze semaines.
Les effets spéciaux ont été réalisés après le tournage aux Walt Disney Studios Burbank en Californie.

## Sorties et accueil

### Printemps 1980: première sortie arrêtée
Les premières séances tests ont lieu au sein des Walt Disney Studios Burbank. Ron Miller avait prévu une sortie nationale du film pour l'été 1980, avec comme souvent à l'époque des premières ou sorties locales à la fin du printemps. La sortie nationale est prévue dans 600 ou 700 salles du pays. Lors de la promotion du film qui en faisait un « chef-d'œuvre du suspense », le studio Disney avait encore des problèmes avec son public et a diffusé avec les bandes annonces des avertissements fermes que le film n'était pas un conte de fées et que les parents devaient visionner le film avant d'autoriser leurs pré-adolescents à le regarder.

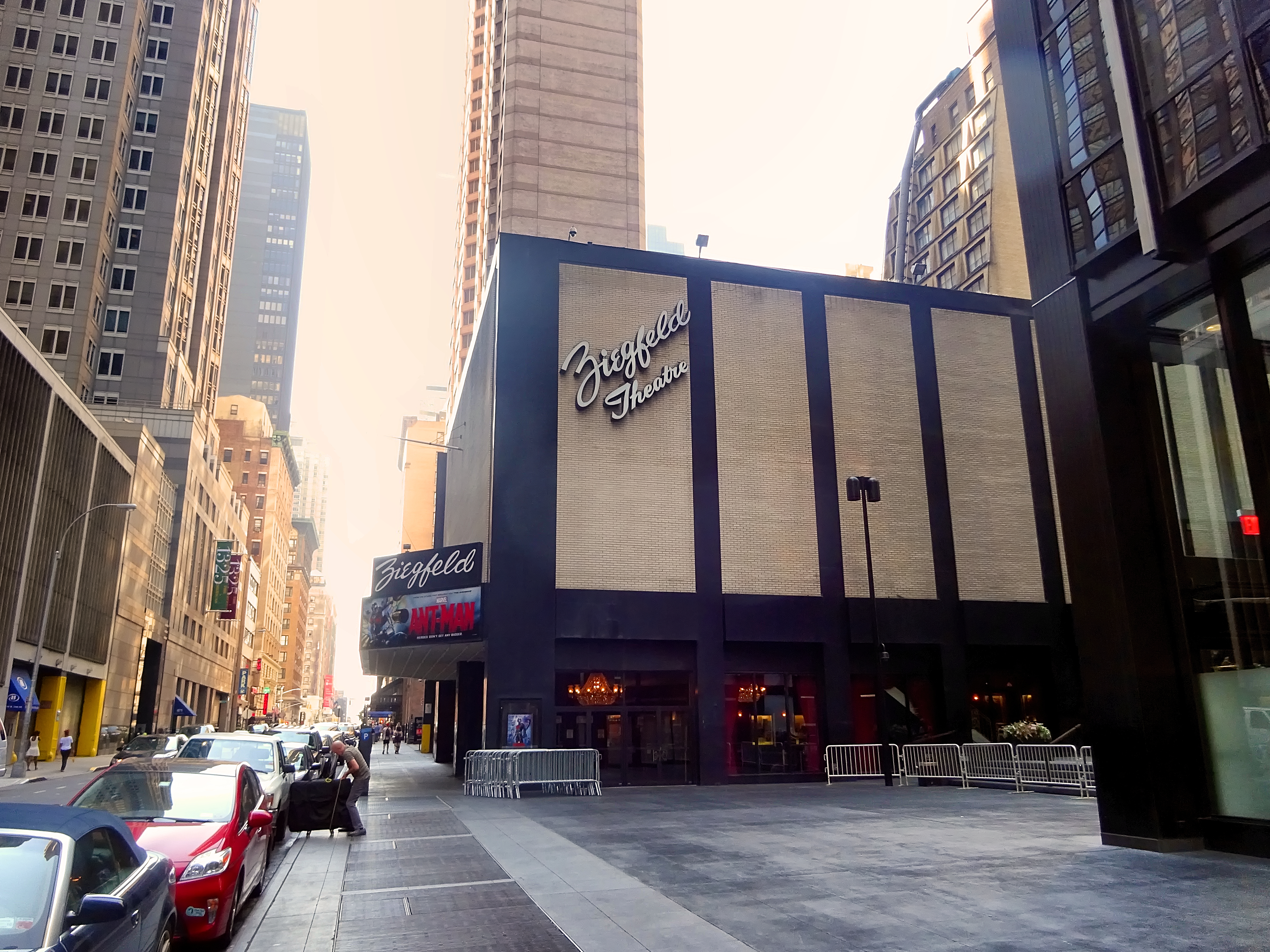
Le Ziegfeld Theatre en 2015.

La sortie du film est précipitée en avril 1980 pour coïncider avec les cinquante ans de carrière de Bette Davis,, débutée chez Universal en 1930, alors que les effets visuels de la scène de l'autre monde n'avaient pas été achevés. La scène a donc été modifiée pour réduire les références à l'occulte. La première du film a lieu le 16 avril 1980 à New York, au Ziegfeld Theatre, une salle de 1 200 places. Cette première version est sortie en salle avec l'apparition d'un extraterrestre. C'est la version préférée du réalisateur John Hough même si l'aspect du personnage d'un autre monde est risible. Il est rapidement retiré des salles, en raison de l'accueil négatif, afin de réaliser une nouvelle fin. Après deux semaines d'exploitation, le film n'a récolté dans cette salle que 44 000 USD pour un tarif unitaire de 4,5 USD, soit moins de 9 000 billets vendus. Andrew Epstein du Los Angeles Times indique, à titre de comparaison, que le film Fantasia (1940) programmé en remplacement récolte 50 000 USD en une semaine. Le studio organise ensuite des séances de tests avec les distributeurs qui confirment un problème avec la fin. Le film est officiellement retiré des salles le 30 mai 1980.
En raison des critiques généralisées, la sortie nationale est repoussée et remplacée par une ressortie de Mary Poppins (1964),,. Epstein se demande en mai 1980, lors de l'annonce de la ressortie de Mary Poppins si le joyeux film de 1964 ressortant en salle en pleine débâcle va restaurer la confiance perdue envers les studios Disney. Le budget du film avant réécriture est alors de 7,1 millions d'USD. Epstein indique que les employés de Disney ont remonté à Ron Miller les mécontentements des spectateurs et qu'une nouvelle fin était demandée.
La réponse officielle du studio pointe alors des « problèmes avec des aspects techniques du film, particulièrement la fin,. » Miller dans son mémo évoque les dernières cinq ou six minutes du film qui seraient décevantes pour le public en raison d'un retournement vers la science-fiction alors que le reste du film est un suspense mystérieux. Une nouvelle sortie est alors prévue pour octobre 1980.

#### Fin prévue et fin diffusée
La fin prévue d'origine comprenait une apparition de l'Observateur, un extraterrestre insectoïde squelettique gémissant qui récupère Jan dans la chapelle et disparaît. Ensuite, les deux personnages étaient censés voler à travers un paysage extraterrestre jusqu'au vaisseau spatial de l'Observateur. À l'intérieur, Karen était piégée dans un prisme pyramidal. Selon Sam Nicholson, superviseur des effets visuels, « pour une raison quelconque, la jeune fille disparue avait perturbé le vaisseau de cet extraterrestre lorsqu'elle a traversé le portail. Ce qui a provoqué le crash de l'extraterrestre ». Jan a été contacté par Karen et après s'être embrassé le couple est téléporté à la chapelle. Les filles retournent ensuite au manoir, où Mme Aylwood et sa fille sont déjà réunies. Tandis que Karen et Jan marchent bras dessus bras dessous, cette dernière explique à Ellie que l'Observateur et Karen ont été permutés par accident pendant l'éclipse et que Jan était nécessaire pour libérer la jeune fille. Malgré cela des auteurs considèrent que la première version du film ne comportait pas de fin.
La fin diffusée en avril 1980 à New York, par manque de temps, supprime la séquence de « l'autre monde » en la remplaçant par un interrogatoire d'Helen par Mary et John dans la chapelle après la disparition de Jan lors de leur reconstitution de la séance. Cette première version du film ne comporte pas du tout d'extraterrestre alors que John Hough en voulait un même pour un moment très bref. La version est écourtée de 17 minutes, alors que le film devait faire 100 minutes. Cette fin incluait toutefois l'apparition de la créature extraterrestre quand elle attrapait Jan et qu'ils disparaissaient dans les airs. Alors qu'Helen interroge tout le monde dans la chapelle, Jan réapparaît et émerge d'un faisceau de lumière, tenant Karen par la main. Les filles retournent à la maison et rencontrent dans la cour Mme Aylwood et Karen tandis que Jan discute avec Ellie de l'Observateur. La menace de Mme Aylwood de refaire la séance qui serait la sorcellerie est aussi omise dans cette fin. Cette version du film ne propose donc qu'une brève explication cryptique fournie par Jan. Cette fin, presque inintelligible, fut par beaucoup considérée comme absente.

#### Un premier accueil critique acerbe
John Hough considère le film comme un échec car il n'avait pas le contrôle sur les effets spéciaux de la scène finale et l'extra-terrestre mal conçu était trop longtemps à l'écran au point d'être risible auprès des critiques,.
Vincent Canby du New York Times écrit qu'il « met au défi le plus indulgent des fans de lui fournir une explication cohérente pour la fin du film ». Il ajoute que la créature à la fin du film semble avoir été volée d'une parade pour le Nouvel An chinois. Propos repris par Andrew Epstein du Los Angeles Times. Gene Shalit de l'émission The Today Show sur NBC, considère que le « film ne vaut pas la peine d'être vu. » Dans Ladies' Home Journal, Shalit ajoute que le film « gaspille les talents de Bette Davis et gaspille notre temps avec l'absence de talent des deux enfants qui parlent d'une voix monotone… Ce film morne de Disney peut effrayer certaines filles de dix ans qui aiment les mystères de l'adolescence, mais les parents et les autres adultes seront exaspérés », propos cités par John Kenneth Muir.
Kathleen Carroll du New York Daily News considère également cette production comme « un film à suspense un peu alléchant mais finalement ridicule ». Carroll s'étonne que le film ignore le destin de la jeune fille aperçue dans le générique et fournit une explication brouillonne d'une créature qui semble apprécier espionner les jeunes filles, en particulier les adolescentes blondes. Son collègue Rex Reed explique aussi que le mystère n'est pas résolu et trouve une similitude pour l'introduction avec Le Magicien d'Oz. Reed explique que « comme la plupart des films Disney [de l'époque], le film est mal réalisé avec un scénario épouvantable, dont les angles de caméras, la musique d'ambiance sans inspiration et la structure narrative bancale nous privent de toute imagination et possible nouveauté ». Tous les éléments de tension artificielles sont prévisibles et n'importe quelle jeune fille de dix ans peut prévoir les clichés. Pour Reed, Bette Davis a un œil tourné vers la caméra et l'autre sur le carnet de chèques. Dans une critique publiée dans Essence, Bonnie Allen écrit : « Je n'arrivais pas à comprendre pour quel public le film était fait. L'intrigue ne propose aucune nouveauté par rapport au scénario du manoir hanté anglais. Bette Davis, en tant que mère du fantôme, ne suffit pas à légitimer cette horrible horreur. En fait, il vaut mieux ne pas regarder le film » (propos également cités par Muir).
Jim Wright du Hackensack Record estime également que le film n'a rien d'original et que « lorsque le final arrive… il est plein d'absurdités plutôt que de réponses ». Wright considère que le studio Disney, longtemps un pionnier, est désormais dans la position peu enviable du producteur qui imite et non innove. À l'instar du Trou noir qui est une tentative tardive du studio d'attraper le train de la science-fiction, Les Yeux de la forêt est une déclinaison de la formule familière d'Amityville : La Maison du diable ou L'Enfant du diable. Pour Wright, la phrase marquante du film est la déclaration de Jan vers la moitié du film : « Il n'y a rien de logique dans tout cela. » John Hough utilise les techniques habituelles de mise en scène des films de suspense, qui fonctionnent jusqu'à un certain point.
Ted Serrill du Central New Jersey Home News trouve le film « divertissant sans pause » et fait l'éloge de sa cinématographie, concluant qu'il « fera comme un savoureux encas avant Shining, prévu le mois suivant ». Une critique publiée dans Variety donne au film une note médiocre, avec le commentaires suivant : « Le jeu d'acteur et l'écriture sont à peine professionnels mais la direction artistique, en particulier le travail époustouflant d'Alan Hume derrière la caméra, donne à la photographie un peu de lustre. »
Al Frank du Daily Record de Morristown (édition locale d'USA Today) estime que « la réalisation de John Hough mélange si bien la lumière avec le fantasmagorique que vous êtes toujours surpris de ce qui vient ensuite [même si] la conclusion est imparfaite ». Al Frank s'étonne que les parents des enfants, Paul et Helen Curtis, ont disparu avant la fin du film, à la moitié pour le père interprété par David McCallum et presque à la fin pour Carroll Baker son épouse. Frank trouve aussi la voix de Lynn-Holly Johnston monotone et ne permettant pas de ressentir la frustration, la peur, la panique ou quelque autre émotion. Le film possède, pour Al Frank, « une bonne qualité technique mais le format change comme le personnage de l'observateur, débutant sérieusement comme Amityville mais, au fur et mesure de son déroulement, des touches plus légères comme les dialogues, donnent au film un aspect grotesque comme Trauma (1976), lequel compte aussi dans sa distribution Bette Davis ». Frank conclut que les effets spéciaux fantomatiques réalisés par l'équipe du Trou noir sont bien faits mais que toute la fumée et les flammes ne permettent pas de savoir pourquoi l'observateur a disparu dans la forêt.
Christopher John écrit dans le troisième numéro du magazine Ares, en juillet 1980, qu'« il faut garder à l'esprit que pour un studio peu habitué à être totalement sérieux, [ce film] est un grand pas en avant. Le film Les Yeux de la forêt emmène ses créateurs loin des habitudes passées de Disney mais il est dommage que les premiers pas d'un bébé soient généralement maladroits et trébuchants ».

### Été 1980 et 1981: développement d'une nouvelle fin
Dès la fin du printemps 1980, l'équipe de production reprend le travail sur le film mais sans John Hough. L'équipe responsable des scénarios est sollicitée pour revoir la fin proposée, du moins trois fins au début de la consultation. Quand Harrison Ellenshaw, qui travaillait alors sur L'Empire contre-attaque (1980), rejoint le projet, il estime le nombre de fins alternatives à plus de 150. C'est Tom Leetch, coproducteur du film, qui demande l'aide d'Ellenshaw. Il travaillait sur les peintures matte de la cité des nuages de Bespin et la tourbière de Dagobah,. Dans le livre du DVD, Harrison Ellenshaw considère ces différentes fins comme pitoyables. Il précise aussi que personne ne souhaitait reprendre la fin présente dans le livre de Randall. Ellenshaw propose d'utiliser un pilier de lumière au lieu d'une créature et c'est ce qui est présent dans la seconde version du film. La séquence finale a donc été conçue par Harrison Ellenshaw. Il ajoute aussi des feuilles qui s'envolent grâce à un système de souffleries et de tube à entonnoir, assez difficile à concevoir au point qu'une version animée a été envisagée. Un autre changement concerne la mise en place d'un héros, le personnage de Mike, alors qu'il n'y en avait pas avant. Ellenshaw poursuit ensuite son travail sur Tron (1982).
Ce second tournage de 18 mois, débute un an après la fin du premier, selon Lynn-Holly Johnson. Même si les décors n'avaient pas encore été détruits aux Pinewood Studios, le second tournage ne se fait pas sans mal avec, d'un côté, une grève des acteurs au Royaume-Uni jusqu'à l'automne 1980 et, de l'autre, des problèmes d'agenda de Bette Devis dont les scènes ont été tournées en Californie durant l'hiver 1980.
Le coût du tournage complémentaire atteint les 750 000 USD mais n'a pas été réalisé sous la supervision de John Hough, parti sur un autre film qui l'intéressait. Le montant total est finalement estimé à un million de dollars en octobre 1981. En février 1981, au moment de la sortie de la comédie Max et le Diable, Gary Arnold du Washington Post évoque la réaction du studio à la première sortie des Yeux de la forêt comme un « presque reniement d'une production inachevée. »

### Fin 1981: seconde sortie, troisième fin
Le film sort en salle le 8 octobre 1981 dans 240 salles,,. C'est une sortie étalée avec d'abord la côte est des États-Unis puis la côte ouest fin novembre 1981 selon l'AFI. Epstein du Los Angeles Times annonce qu'une seconde vague de 300 salles fin octobre sur la côte est suivie par 300 salles supplémentaires à l'ouest en novembre. Cela permet, selon Aljean Harmetz du New York Times, de limiter le nombre de copies du film pour faire des économies. Le studio relance une campagne de promotion pour le film avec, par exemple, des affiches indiquant que « Walt Disney Productions inaugure une nouvelle décennie de divertissement cinématographique avec l'invitation suivante à passer quatre-vingt-dix minutes sur le bord de votre siège. ». Epstein précise que ce n'est pas la ressortie du film La Porte du paradis (1980) mais d'une production Disney à 9 millions d'USD. Il ajoute que la campagne promotionnelle évoque désormais une disparition inquiétante durant 30 ans d'une petite fille après un jeu innocent et non plus un chef-d'œuvre du suspense. Afin d'assurer le succès du film, Disney couple la promotion avec le film Max et le Diable. Le studio avait fait de même avec Amy lié avec une ressortie d'Alice au pays des merveilles (1951), Condorman avec Les Aristochats (1970), Le Dernier Vol de l'arche de Noé avec Les 101 Dalmatiens (1961).
Malgré la fin développée par Harrison Ellenshaw, la version diffusée en salle est une seconde version alternative, c'est donc une troisième fin différente. Cette version est une combinaison de la première version et de la seconde fin avec, en plus, grâce à des effets spéciaux, un voyage dans l'autre monde. L'Observateur est remplacé par un pilier de lumière fantomatique. Cette séquence a été réalisée par Vincent McEveety mais celui-ci n'est pas crédité car, selon les règles syndicales, un nombre minimal d'heures de travail est nécessaire, non atteint dans ce cas. La séquence d'ouverture du film est aussi modifiée, par la suppression de la scène précédant le générique qui montrait une petite fille rencontrant l'Observateur lorsqu'elle joue dans les bois.
Cependant, le mal est fait et le film n'attire pas le public. Aljean Harmetz du New York Times considère que celui-ci possède un suspense d'une qualité écrasante. Pour le Richmond Times-Dispatch, la fin est « compréhensible, satisfaisante et résolvant le mystère ». Mais, pour Aljean Harmetz, bien que les premières nouvelles critiques soient bonnes, la nouvelle version n'a nullement résolu tous les problèmes du film, principalement le souhait du studio d'attirer les adolescents depuis quatre ou cinq ans. Le problème est visible dans le fait que le nom du studio a été placé discrètement en dessous du titre et non au-dessus en grand. Michael Blowen du Boston Globe déclare que le film est « décevant et fait appel à tous les clichés des films de fantômes qu'il pensait enterrés depuis des années ». Il ajoute que « tout, dans le film, est aussi transparent que Casper le gentil fantôme : la réalisation, le jeu d'acteur, le scénario, l'arrangement musical et le montage, […] renforçant la dépendance du film aux conventions [du genre] ». Même Bette Davis et sa réputation enviable ne compensent pas les déficiences. Blowen indique que Davis s'est incriminée mais, en réalité, la faute revient au studio.
Le film récolte durant la première semaine 1,2 million de dollars. Au total, le film récolte 5 millions d'USD en salles.

## Suite de l'exploitation: sorties vidéo etremakeen téléfilm

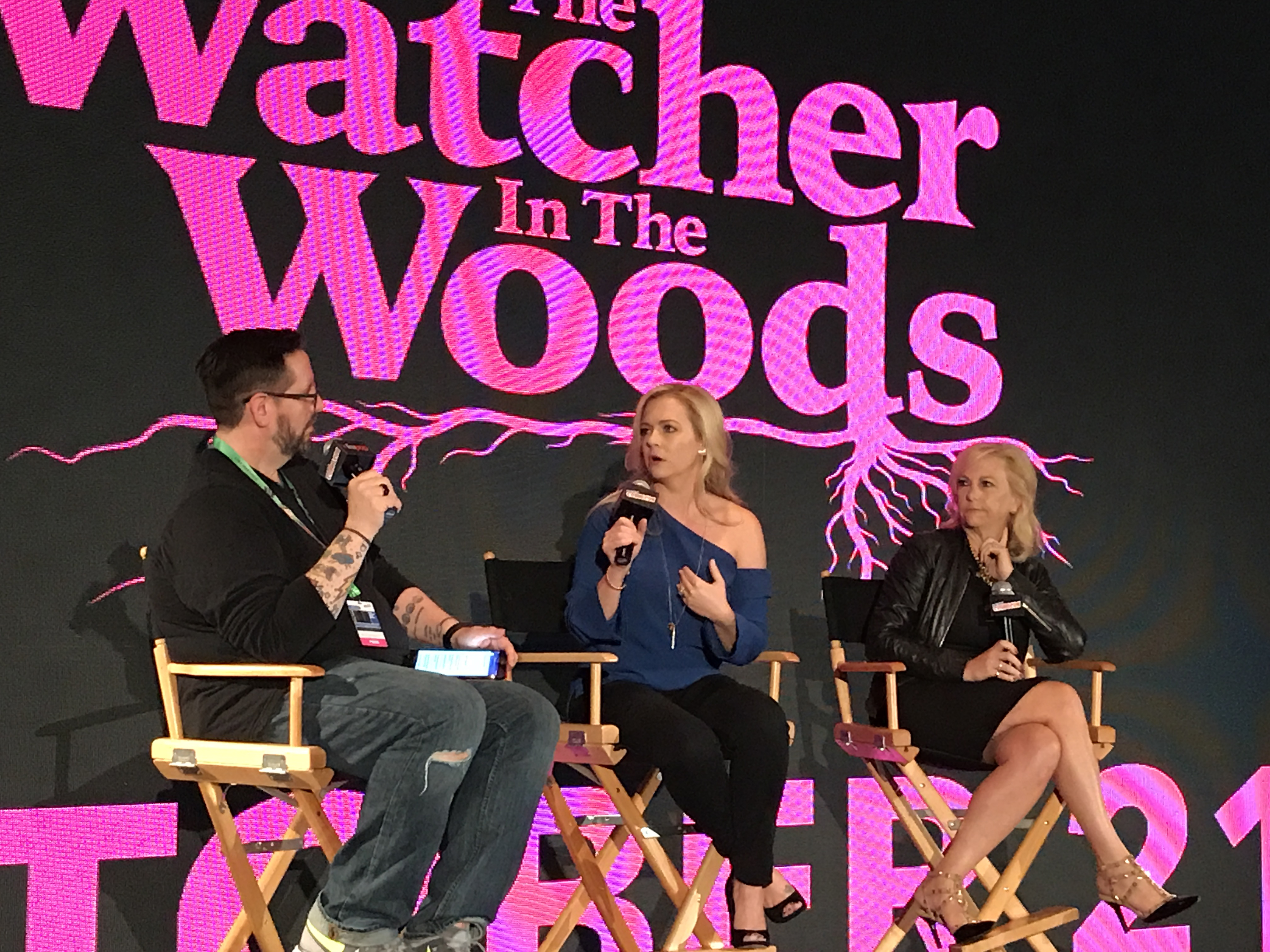
Le journaliste Damian Holbrook, l'actrice Melissa Joan Hart et la productrice Paula Hart en 2017 lors du New York Comic Con.

Le film sort en vidéo en 1982, proposant la première version alternative. La version originale de 1980 n'a jamais été diffusée en vidéo avant une édition DVD de 2002, distribuée par Anchor Bay Entertainment. Initialement considérée comme perdue, la seconde version alternative a été retrouvée et incluse dans le DVD d'Anchor Boy en 2002.
La version DVD du film distribuée par Walt Disney Studios Home Entertainment ne comprend ni les ajouts de la seconde version alternative, ni les commentaires audio,. Cette version a été rééditée début 2004 en Europe (région 2) puis en août 2004 aux États-Unis (région 1). Le 7 septembre 2021, Disney annonce la disponibilité d'une version Blu-ray du film, mais uniquement pour les membres du programme Disney Movie Club.
Le film a fait l'objet d'un remake en téléfilm avec Anjelica Huston réalisé par Melissa Joan Hart. Intitulé Ne vous promenez pas dans les bois..., il a été diffusé le 21 octobre 2017 sur Lifetime. L'acteur Benedict Taylor, qui jouait Mike Fleming, interprète dans ce remake le rôle de John Keller.

## Distinctions
- Saturn Awards 1982 :
  - nomination au Saturn Award du meilleur film international
  - nomination au Saturn Award de la meilleure actrice dans un second rôle pour Kyle Richards
- Young Artist Awards 1982 :
  - nomination au Young Artist Awards de la Meilleure actrice dans un film pour Kyle Richards[52]

## Analyse
Le film, qui est produit par Walt Disney Productions, fait partie d'une poignée de fictions Disney du début des années 1980 visant un public plus adulte. Parmi celles-ci, on peut également citer La Foire des ténèbres (Something Wicked This Way Comes) réalisé en 1983 par Jack Clayton. Pour Mark Arnold, au contraire du film Le Trou noir (1979) qui ne possédait pas de fin au début de sa production, Les Yeux de la forêt avait une fin durant sa production mais celle-ci n'a pas été diffusée, à l'origine. La production est troublée et le film sort deux fois en salles mais, à chaque fois, sans la fin adéquate désirée. Le Monthly Film Bulletin évoque des reproches envers Ron Miller, qui aurait adouci le film afin de le rendre moins sombre, un ton inconsistant mais aussi de nombreuses interférences durant la production auprès du réalisateur John Hough, que seul le producteur Tom Leetch parvenait à réduire. Pour Aljean Harmetz du New York Times, « la tentative désespérée du studio Disney d'attirer un public nouveau et plus adulte s'est soldée par un nouvel échec ». Harmetz s'interroge sur le fait que Disney a retiré des salles le film pour lui donner une nouvelle fin, ce qui semble une première dans le domaine. Il rappelle que plusieurs films ont été réédités pour être écourtés, comme 2001, l'Odyssée de l'espace (1968), raccourci par Stanley Kubrick de 20 minutes, Le Docteur Jivago (1965) raccourci par David Lean de 10–15 minutes ou Isadora (1968) et La Porte du paradis (1980), tous deux écourtés d'une heure.
Michael Blowen du Boston Globe rappelle que le label Disney était synonyme de film grand public - gentil, propre, des fantaisies très américaines proposant un combat entre le bien et le mal. Mais après une longue phase de quinze ans de « transition » après la mort de Walt Disney, le studio ne semble pas avoir choisi sa voie. En dehors du succès du film d'animation Rox et Rouky, les tentatives vers d'autres publics sont des échecs participant à une crise identitaire. « Pour reconquérir l'intégrité établie par leur fondateur », Blowen conseille à la direction de Disney « de faire mieux au lieu de produire des films éculés avec des acteurs dont le nom a survécu à leur talent ».
Harrison Ellenshaw décrit ainsi sa version du film, la première version alternative : « Je voulais un Observateur plus ambigu. Je ne voulais rien que l'on puisse attraper ou toucher. Je pensais que c'était le plus gros problème avec la première version. Il ressemblait trop à un monstre. Je pensais en faire plus un film "fantôme" avec un Observateur moins concret ajouté à cette transformation des filles. Même si cela reste de la science-fiction. Et vous savez, ce qui est probablement si difficile dans le film, c'est que c'est un genre mixte. Cela enfreint les règles qui ont été traditionnellement établies. Ce n'est pas une mauvaise chose, mais je pense que cela rend la tâche difficile pour le public. Il y a eu des films à succès qui ont fait cela, mais cela diminue simplement leurs chances de succès. Aussi puissant soit-il, [Hough] a vraiment fait de l'Observateur une chose maléfique. Je veux dire que, s’il se donne du mal pour retourner d'où il vient, où que ce soit, alors pourquoi chercherait-il à faire peur aux petites filles ? Cela suscite des sentiments envers l'Observateur, qu’il est difficile de résoudre à la fin. En d'autres termes, le principe du Bossu de Notre-Dame ne fonctionne pas ici car le personnage de l'Observateur n'est jamais développé. Je ne sais pas comment c'est dans le livre mais c'est un chemin que le film a emprunté et qu'il a eu du mal à transposer. »
John Kenneth Muir, dans son encyclopédie des films d'horreur Horror Films of the 1980s, catégorise l'œuvre comme un film d'horreur surnaturelle, catégorie reprise dans l'encyclopédie des films britanniques. Neil Sinyard note que les Silly Symphonies La Danse macabre (1929) et Les Cloches de l'Enfer (1929) prouvent que Disney pouvait être macabre, sombre et que les scènes cauchemardesques sont régulièrement présentes dans les longs métrages de Disney comme dans Blanche-Neige (1937), Pinocchio (1940) ou Fantasia (1940). Cette présence rend futiles les critiques qualifiant d'aberration les productions plus adultes des années 1980 telles que Les Yeux de la forêt (1980) ou La Foire des ténèbres (1983), le spectateur devant y voir, selon Sinyard, la résurgence d'une tradition remontant à La Danse macabre. Pour Mark Arnold, le film est raté surtout à cause de l'absence d'une conclusion au scénario et des effets spéciaux peu convaincants, deux versions alternatives étant présentes sur le DVD. Toutefois le jeu de l'actrice Bette Davis est meilleur que dans Les Visiteurs d'un autre monde (1978).
Lynda Haas, Elizabeth Bell et Laura Sells associent le film au thème récurrent de la « mère absente » dans un sous-groupe où la mère n'est pas absente comme dans Pinocchio, Cendrillon, etc. mais où elle n'est présente que pour encourager ses enfants de manière bienveillante, se sacrifiant pour atteindre ce but comme dans La Belle et le Clochard (1955) ou Peter et Elliott le dragon (1977).